# В.Ліга 1
В.Ліга 1 (в'єт. Giải Bóng đá Vô địch Quốc gia Việt Nam) — вищий футбольний турнір В'єтнаму, заснований 1980 року. Проводиться під егідою Федерації футболу В'єтнаму. Найбільша кількість титулів (5 перемог) на рахунку армійського колективу «Тхеконг».

## Історія
Чемпіонат проводиться з 1980 року. Першим чемпіоном стала команда, яка представляє в'єтнамські залізниці — «Зионгсат».
2000 року на основі вищого дивізіону чемпіонату В'єтнаму була організована професійна V-Ліга, що дозволило клубам наймати іноземних гравців. У цьому першому сезоні V-Ліги було 10 клубів, проте поступово їх кількість зросла до 14.
Сезон 2011 року був затьмарений звинуваченнями в корупції суддівства і його приховуванням адміністративним органом V-ліги, Федерацією футболу В'єтнаму (ФФВ). Через це 6 клубів («Донгтам Лонган», «Хоангань Зялай», «Ханой», «Ніньбінь», «Кхатоко Кханьхоа» та «Тханьхоа») пригрозили покинути лігу та утворити цілком новий чемпіонат на сезон 2012 року. Найбільше претензій висловлював «Ханой», який зайняв останнє місце в V-лізі і повинен був понизитися у класі. Президент клубу Нгуєн Дик Кієн оголосив, що «Ханой» очолить перехід команд в альтернативну лігу. Через скандал спонсор ліги, Ексім банк Китаю, висловив намір відмовитися від титульного спонсорства ліги. Чиновники ліги намагалися вирішити питання шляхом найму іноземних суддів на сезон 2012 року.
Після зустрічі 29 вересня представники ФФВ, 14 команд V-ліги і 14 команд першого дивізіону оголосили про створення нової корпорації, В'єтнамської професіональної футбольної компанії, вона повинна була керувати V-лігою. ФФВ володіє 36 % акцій нової корпорації, інша частина розділена між клубами. Турнір 2012 року змінив назву спочатку на Прем'єр-лігу, згодом на Суперлігу, але в підсумку по завершенні сезону турнір став називатись В.Ліга 1. Другий дивізіон країни також був перейменований на В.Лігу 2. У той же час багато клубів опинилися в фінансових та спонсорських проблемах, багато клубів знялися, злилися або не виконали вимоги до ліг. У результаті кількість клубів у кожній лізі різко змінилася.
Починаючи з сезону 2015 року в лізі беруть участь 14 команд.

## Призери
| Сезон   | Чемпіон                      | 2-е місце                    | 3-е місце                    |
| ------- | ---------------------------- | ---------------------------- | ---------------------------- |
| 2023-24 | Намдінь (2)                  | Біньдінь                     | Ханой                        |
| 2023    | Конган Ханой (2)             | Ханой                        | Тхеконг                      |
| 2022    | Ханой (6)                    | Хайфон                       | Біньдінь                     |
| 2021    | не проводився через COVID-19 | не проводився через COVID-19 | не проводився через COVID-19 |
| 2020    | Тхеконг (6)                  | Ханой                        | Сайгон                       |
| 2019    | Ханой (5)                    | Хошимін                      | Куангнінь                    |
| 2018    | Ханой (4)                    | Тханьхоа                     | Кханьхоа                     |
| 2017    | Куангнам (1)                 | Тханьхоа                     | Ханой                        |
| 2016    | T&T (3)                      | Хайфон                       | Дананг                       |
| 2015    | Біньзионг (4)                | T&T                          | Тханьхоа                     |
| 2014    | Біньзионг (3)                | T&T                          | Тханьхоа                     |
| 2013    | T&T (2)                      | Хоангань Зялай               | Дананг                       |
| 2012    | Дананг (3)                   | T&T                          | Суантхань Сайгон             |
| 2011    | Сонглам Нгеан (3)            | T&T                          | Дананг                       |
| 2010    | T&T (1)                      | Хайфон                       | Донгтхап                     |
| 2009    | Дананг (2)                   | Біньзионг                    | Сонглам Нгеан                |
| 2008    | Біньзионг (2)                | Донгтам Лонган               | Хайфон                       |
| 2007    | Біньзионг (1)                | Донгтам Лонган               | Хоангань Зялай               |
| 2006    | Донгтам Лонган (2)           | Біньзионг                    | Біньдінь                     |
| 2005    | Донгтам Лонган (1)           | Дананг                       | Біньзионг                    |
| 2004    | Хоангань Зялай (2)           | Намдінь                      | Донгтам Лонган               |
| 2003    | Хоангань Зялай (1)           | Донгтам Лонган               | Намдінь                      |
| 2001/02 | Канг Сайгон (4)              | Сонглам Нгеан                | Конган Хошімін               |
| 2000/01 | Сонглам Нгеан (2)            | Намдінь                      | Тхеконг                      |
| 1999/00 | Сонглам Нгеан (1)            | Конган Хошімін               | Конган Ханой                 |
| 1998    | Куандой (5)                  | Сонглам Нгеан                | Конган Хошімін               |
| 1997    | Канг Сайгон (3)              | Сонглам Нгеан                | Ламдонг                      |
| 1996    | Донгтхап (2)                 | Конган Хошімін               | Сонглам Нгеан                |
| 1995    | Конган Хошімін (1)           | Тхуатхієн Хюе                | Канг Сайгон                  |
| 1993/94 | Канг Сайгон (2)              | Конган Хошімін               | Куандой / Лонган             |
| 1992    | Куангнам Дананг (1)          | Конган Хайфон                | Куандой / Сонглам Нгеан      |
| 1991    | Хайкуан (1)                  | Куангнам Дананг              | Канг Сайгон / Конган Хайфон  |
| 1990    | Куандой (4)                  | Куангнам Дананг              | Анзянг                       |
| 1989    | Донгтхап (1)                 | Куандой                      | Конган Ханой                 |
| 1987/88 | Куандой (3)                  | Куангнам Дананг              | Анзянг                       |
| 1986    | Канг Сайгон (1)              | Куандой                      | Хайкуан                      |
| 1985    | Конгієп Намнінь (1)          | Конгієп Хошімін              | Канг Сайгон                  |
| 1984    | Конган Ханой (1)             | Куандой                      | Конгієп Хошімін              |
| 1982/83 | Куандой (2)                  | Хайкуан                      | Конган Хайфон                |
| 1981/82 | Куандой (1)                  | Куанкху Тхудо                | Конган Ханой                 |
| 1980    | Зионгсат (1)                 | Конган Ханой                 | Хайкуан                      |

## Найкращі бомбардири
| Сезон   | Футболіст                       | Клуб             | Голи |
| ------- | ------------------------------- | ---------------- | ---- |
| 2016    | Гастон Мерло                    | Дананг           | 24   |
| 2015    | Патійо Тамбве                   | Куангнам         | 18   |
| 2014    | Самсон Кайоде                   | T&T              | 23   |
| 2013    | Самсон Кайоде Гонсало Марронкле | T&T              | 14   |
| 2012    | Тімоті Анджембе                 | Ханой            | 17   |
| 2011    | Гастон Мерло                    | Дананг           | 22   |
| 2010    | Гастон Мерло                    | Дананг           | 19   |
| 2009    | Гастон Мерло Лазаро де Соуза    | Дананг Куанкху 4 | 15   |
| 2008    | Алмейда                         | Дананг           | 23   |
| 2007    | Алмейда                         | Дананг           | 16   |
| 2006    | Еленілдо де Жезус               | Канг Сайгон      | 18   |
| 2005    | Кеслі Алвес                     | Біньзіонг        | 21   |
| 2004    | Амаобі Узовуру                  | Намдінь          | 15   |
| 2003    | Емека Ачілефу                   | Намдінь          | 11   |
| 2001/02 | Хо Ван Лой                      | Канг Сайгон      | 9    |
| 2000/01 | Данг Дао                        | Кхатоко Кханьхоа | 11   |